# Ulla Jacobsson (jurist)
Ulla Ingeborg Jacobsson, född 5 oktober 1926 i Malmö Karoli församling, Malmö, död 6 mars 2013 i Höganäs, var en svensk jurist. Hon var syster till Roland Lundberg.
Jacobsson, som var dotter till direktör Ruben Lundberg och Viktoria Lindholm, blev juris kandidat vid Lunds universitet 1954 och juris doktor 1964. Hon genomförde tingstjänstgöring 1954–1956 samt innehade olika domstolsförordnanden 1956–1960 och 1969–1971. Hon var docent i processrätt i Lund 1965–1971, innehade forskartjänst 1971–1973, var biträdande professor i processrätt vid Stockholms universitet 1973–1979, professor 1979–1983 och professor i processrätt vid Lunds universitet 1983–1991. Hon var riksdagsledamot (moderat) 1973–1976, styrelseledamot i Nordiska juristmöten och ordförande i Juseks vetenskapliga sektion. Hon författade skrifter i processrätt främst inom bevisrätt och om barns rättsliga ställning.